# Zaharivka, Ivanivka
Zaharivka (în ucraineană Захарівка) este un sat în comuna Trohîmivka din raionul Ivanivka, regiunea Herson, Ucraina.

## Demografie
Componența lingvistică a localității Zaharivka
     Ucraineană (94,31%)
     Rusă (3,25%)
     Alte limbi (0,81%)
Conform recensământului din 2001, majoritatea populației localității Zaharivka era vorbitoare de ucraineană (94,31%), existând în minoritate și vorbitori de rusă (3,25%).